# Nate Reuvers
Nathan "Nate" Reuvers (Lakeville (Minnesota), 30 de septiembre de 1998) es un baloncestista estadounidense, nacionalizado húngaro, que pertenece a la plantilla del Valencia Basket de la Liga ACB. Con 2,11 metros de estatura, juega en la posición de ala-pívot .

## Trayectoria deportiva

### Universidad
Jugó cuatro temporadas con los Badgers de la Universidad de Wisconsin-Madison y en su último año universitario promedia 8,7 puntos, 3,5 rebotes y 1,5 tapones por encuentro. 

#### Estadísticas
| Año     | Equipo    | PJ  | PT  | MPP  | %TC  | %3P  | %TL  | RPP | APP | ROB | TPP | PPP  |
| ------- | --------- | --- | --- | ---- | ---- | ---- | ---- | --- | --- | --- | --- | ---- |
| 2017–18 | Wisconsin | 28  | 15  | 16.6 | .382 | .255 | .833 | 2.0 | .8  | .3  | .9  | 5.3  |
| 2018–19 | Wisconsin | 34  | 34  | 22.9 | .449 | .381 | .634 | 3.9 | 1.0 | .3  | 1.8 | 7.9  |
| 2019–20 | Wisconsin | 31  | 31  | 26.2 | .448 | .337 | .786 | 4.5 | .6  | .5  | 1.9 | 13.1 |
| 2020–21 | Wisconsin | 31  | 24  | 21.0 | .420 | .286 | .780 | 3.3 | .7  | .3  | 1.3 | 8.3  |
| Total   | Total     | 124 | 104 | 21.8 | .431 | .325 | .761 | 3.5 | .8  | .3  | 1.5 | 8.7  |

### Profesional
Tras no ser elegido en el Draft de la NBA de 2021, el 26 de julio de 2021, firma por el Cibona Zagreb de la A1 Liga, la primera categoría del baloncesto croata.
En junio de 2022, fichó por el Pallacanestro Reggiana de la Lega Basket Serie A italiana.
En julio de 2023, firma por el Valencia Basket de la Liga ACB española por tres temporadas.